# La exiliada del Emperador (novela)
La exiliada del Emperador (Título original: Emperor's Exile) es el decimonoveno libro de la serie Águila, de Simon Scarrow. Esta saga narra las peripecias de dos legionarios, Cato y Macro, en las legiones del Imperio romano a mediados del siglo I d. C.

## Argumento
El tribuno Cato y el centurión Macro, al mando de la Segunda Cohorte pretoriana, regresan a Roma después de su última misión en la frontera oriental del Imperio.
Mientras Macro prepara su jubilación del ejército y su retiro en Britania junto con su esposa Petronela, Cato es destituido de su cargo como tribuno por orden del Prefecto del pretorio Burrus que quiere hacerle pagar por los errores del general Córbulo en su campaña contra Partia.
El infortunio parece cebarse con Cato, pero el otro consejero principal del emperador Nerón, el filósofo Séneca, le ofrece la oportunidad de recuperar parte de su suerte encomendándole una doble misión en la isla de Sardinia: por un lado deberá escoltar hasta dicha provincia a Claudia Acté, la amante del emperador que ha sido exiliada tras su caída en desgracia; y por otro lado Cato deberá tomar como Prefecto el mando de las tropas destinadas en la isla y sofocar la rebelión de un pequeño grupo de tribus autóctonas.
A la complicación propia de la misión de acabar con los rebeldes, se añade la de un gobernador poco interesado en ayudar a Cato, unos comandantes incompetentes con tropas poco preparadas y un peligroso e invisible enemigo que acecha desde la zona sur de la isla: una epidemia de peste que se extiende sin control por todo el territorio.
Por primera vez en mucho tiempo Cato deberá hacer frente a los peligros de la vida militar alejado de su veterano compañero Macro, aunque esta vez contará con la ayuda de nuevos aliados y compañeros de armas, como el inteligente espía/soldado Apolonio y un pequeño grupo de leales centuriones de su antigua cohorte pretoriana.